# لة قرباني عليا (مقاطعة فسا)
لة قرباني عليا (بالفارسية: له قربانی علیا) هي قرية تقع في Jangal Rural District في إيران. يقدر عدد سكانها بـ 80 نسمة بحسب إحصاء 2016.